# Proloterápia

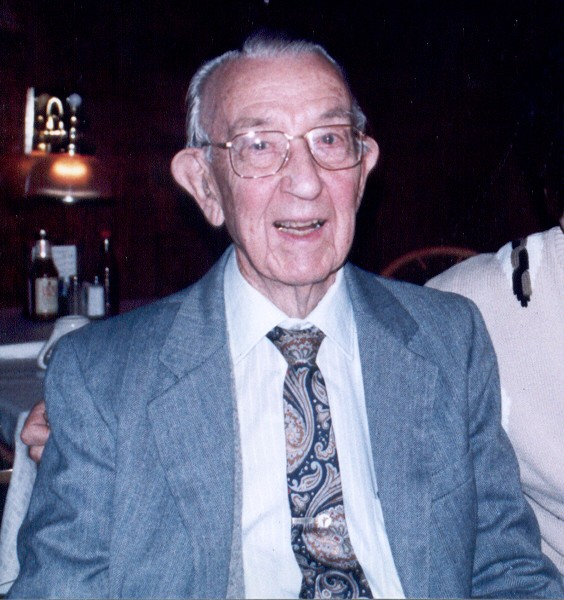
Gustav Hemwall circa 1990-1995

A Proloterápia ("Proliferatív Injekciós Terápia") során nem gyógyszer alapú, és biológiailag nem aktív stimuláló oldat szervezetbe juttatása történik, általában az inak vagy az ínszalagok területére a meggyengült kötőszövet erősítése vagy az izom-csontrendszeri fájdalom enyhítése céljából. A proloterápiára sokszor "proliferációs terápiaként" vagy "regeneratív injekciós terápiaként hivatkoznak."
Sokszor hallhatóak az orvosoktól olyan anekdoták, amelyekben a térdsérülés, a vállficam, a golfozók tipikus sérüléseinek (epicondylitis, deréktáji hátfájdalom, vállrándulás, csípő- és térdsérülés) sikeres kezeléséről számolnak be. A csont-izomrendszer specialistái azonban elsővonalas kezelésként nem támogatják a proloterápiát, további vizsgálatok elvégzését sürgetik.
A proloterápiát 2005 áprilisától támogatják a Mayo Clinic orvosai. Robert D. Sheeler (Szakmai szerkesztő, Mayo Clinic Health letter) először C. Everett Koop-on keresztül értesült a proloterápiáról. A Mayo Clinic orvosai az alábbi állapotokban ajánlják a proloterápiát: boka, térd, könyök és a keresztcsonti ízület sérülése, fájdalma esetén. Állításuk szerint a kortikoszteroid injekciókkal ellentétben, amelyek csak időszakos jobbulást hoznak, a proloterápia a kezelt terület hosszú távú gyógyulását teszi lehetővé a szövet stimulációjával.

## A proloterápia története
Stimuláló oldat tartalmú injekciókat már az 1800-as évek végén használtak a sérv kezelésére, és az 1900-as évek elején az állkapocs fájdalmának enyhítésére, mely a temporomandibuláris ízület lazaságának következtében alakul ki. George S. Hackett nevéhez fűződik a proloterápia kifejlesztése az 1940-es években. Gustav Hemwall volt az első, aki tanulmányozta és alkalmazta a proloterápiát az 1950-es évektől kezdve egészen az 1990-es évek közepéig. Tanulmányában majdnem 10.000 esetet ír le, melyek 99%-ában a beteg krónikus fájdalma enyhült.

## Proloterápia a klinikai gyakorlatban
A proloterápia alkalmazása során egy stimuláló oldatot tartalmazó injekciót fecskendeznek a meggyengült vagy sérült kötőszövet területére. Sokféle oldatot használhatnak erre a célra, többek között a dextrózt, a lidokaint (egy általánosan használt helyi érzéstelenítő), fenolt, glicerint vagy tőkehalmáj-kivonatot. Az injekciót az ízületi tokba vagy az ínszalag tapadási helyére fecskendezik. Az injekciós oldat beindítja a szervezet saját gyógyulási folyamatait azáltal, hogy gyulladást és ezáltal regenerációt idéz elő. A meggyengült vagy szakadt kötőszövet az előidézett gyulladás és a növekedési faktorok felszabadulásának hatására a tapadási pontokon 30-40%-ban erősebbé válik, azonban tudományos módszerekkel ez sajnos még nem teljesen bizonyított.
A proloterápiás kezelést általában 2-6 hetente ismétlik. A legtöbb beteg esetében a kezelés gyakorisága az évek múltával csökken, végül csak néhány évente van szükség újabb injekcióra.
Allen R Banks részletesen leírta a proloterápia elméleti hátterét a "A Rationale for Prolotherapy" (A proloterápia alapjai) című művében.

### A proloterápia indikációi
- Ismételt gyulladás vagy duzzanat az ízületben vagy az izom területén
- Ropogás, kattogás vagy elakadásérzés a mozgás során
- Instabil láb szindróma, a hát fájdalmával összefüggésben
- A csontkovács kezelése vagy egyéb mobilizációs kezelés időszakosan hatékonynak bizonyult, ám nem jelentett hosszú távú megoldást
- Érzékeny pontok és instabilitás a csonton és az inak tapadásánál
- Zsibbadás, viszketés, fájdalom vagy égő érzés a felső vagy az alsó végtagon
- Visszatérő fejfájás, arc-, állkapocs- és fülfájdalom
- Mellkasi fájdalom zsibbadással a bordák kapcsolódásánál vagy a mellkas elülső részén
- Gerincfájdalom, amely nem reagált a sebészeti kezelésre, vagy amelynek az oka nem tisztázott vagy a vizsgálatok szerint krónikus

A proloterápiát az invazív artroszkópiás sebészet alternatívájaként alkalmazzák.

## Bizonyítékon alapuló orvoslás
A Cochrane review-ben, amely az orvosi irodalmak összefoglalójaként 2004-ben jelent meg, a proloterápiás injekciók hatékonyságát részletezik olyan felnőtt betegek esetében, akik krónikus derékfájdalomban szenvednek. A Cochrane együttműködés vizsgálatai szerint a proloterápia négy klinikai kísérletben is hatékonynak bizonyult, minden mérésben a fájdalmat és a mozgáskorlátozottság szintjét vizsgálták 6 hónapon keresztül. Az összefoglaló cikk a következőket állapította meg:
"A proloterápiás kezelés hatékonyságára nem szolgált egyértelmű bizonyítékkal a vizsgálat a fájdalom csökkentése és a mozgásképesség visszaállítása tekintetében a krónikus deréktáji fájdalomban szenvedő betegek esetében. A következtetések helyessége azonban szintén kérdéses a vizsgálatok klinikai heterogenitása, és az egyéb járulékos kezelések miatt. Nincs bizonyíték arra, hogy a proloterápiás injekciók önmagukban hatékonyabbak lettek volna, mint a kontroll, hatóanyagot nem tartalmazó injekciók. Fontos azonban megjegyezni, hogy az egyéb párhuzamosan alkalmazott kezelési módszerekkel együtt alkalmazva a proloterápiás injekciókúra hatékonyabbnak bizonyult a hatóanyagot nem tartalmazó kontrollinjekciókhoz képest, úgy is, ha mindkét injekciót együtt vizsgálták az egyéb járulékos kezeléssekkel."
Az összefoglaló közleményben megjegyzik azt is, hogy a kezelés enyhe mellékhatásai, mint a fokozódó hátfájás és merevség szintén gyakran előfordultak, ám rövid ideig tartottak. (A "bemerevedés" egy várt, de gyorsan múló mellékhatás, mivel a kezelés célja volt a kezelt terület izgalomba hozása, valamint a szervezet válaszra késztetése időszakos gyulladás segítségével, és az önjavítási mechanizmusainak beindítása.)
Egy nemrégiben megjelent cikkben Rabago és munkatársai leszögezik: "Két, a porckopást vizsgáló randomizált klinikai kísérletben csökkent fájdalomról, növekvő mozgásterjedelemről, és fokozódó patellofemorális ízületi duzzanatról számoltak be a kezelés után."

## Kritika
A legtöbb egészségbiztosítás nem fedezi a kezelést. Egy 1999-ben megjelent a hatásosságot összefoglaló tanulmány következtében a Medicare visszautasította a krónikus hátfájdalom kezelése során a proloterápiás kezelés finanszírozását, mivel "az utolsó vizsgálatsorozatot 1992 szeptemberében végezte el az amerikai egészségügyi finanszírozási hivatal

## Jelenleg folyó vizsgálatok

### Térdsérülések
Egy randomizált duplavak, placebó kontrollt alkalmazó nemrégiben lezajlott vizsgálatban betegek adatait gyűjtötték össze, hogy meghatározzák, vajon a proterápia csökkentheti-e a porckopás miatt jelentkező fájdalmat és a térd mozgáskorlátozottságát. A vizsgálatot az amerikai támogatta. Nemzeti Kiegészítő és Alternatív Orvoslási Központ (NCCAM) támogatta.

### Teniszkönyök
Egy randomizált, duplavak, placebó kontrollt alkalmazó nemrégiben lezajlott vizsgálatban betegek adatait gyűjtötték össze megvizsgálni, vajon a proloterápia hatékony kezelési módja-e a laterális epicondylitis-nek (a teniszkönyöknek).

### Ujjízületi arthritis
Egy randomizált, duplavak, placebó kontrollt alkalmazó nemrégiben lezajlott vizsgálatban betegek adatait gyűjtötték össze megvizsgálni, vajon a kortikoszteroid injekciós proloterápia hatékony kezelési módja-e a carpo-metacarpalis ízületben, a hüvelyujjnál fellépő arthritisnek.

## Plantaris fasciitis
A krónikus plantaris fasciitis ultrahanggal követett dextróz injekciós kezelése során a proloterápia jó hatékonyságúnak bizonyult, csökkentette a nyugalomban és a mozgás során fellépő fájdalmat. További vizsgálatok szükségesek kontrollcsoportok bevonásával az eredmények validálása érdekében.

## Külső hivatkozások
- Prolotherapy.org Archiválva 2008. október 18-i dátummal a Wayback Machine-ben - a proloterápiával kapcsolatos hosszabb cikkek, diagramok és más források.
- Prolotherapy.com - az ínszalag rekonstrukciójának nem sebészeti megoldási lehetősei.
- American Association of Orthopaedic Medicine - a proloterápiát támogató nonprofit szervezet.
- CAM Prolotherapy Project, 2006. augusztus 6. [2006. július 9-i dátummal az eredetiből archiválva]. (Hozzáférés: 2006. augusztus 6.)
- „Injections to Kick-Start Tissue Repair”, The New York Times, 2007. augusztus 7. (Hozzáférés: 2008. július 24.)